# Lista de prêmios e indicações recebidos por Cisne Negro
Black Swan (Cisne Negro, no Brasil e em Portugal) é um filme independente de suspense psicológico de 2010 dirigido por Darren Aronofsky. Estreou como o filme de abertura do 67º Festival Internacional de Cinema de Veneza. Teve um lançamento limitado em cidades selecionadas na América do Norte em 3 de dezembro e recebeu um total de de 415,800 dólares no dia de sua abertura. Após o fim de semana de abertura, arrecadou mais de 1,4 milhão de dólares, com uma média de 80.200 por teatro, a segunda maior arrecadação para um fim de semana de abertura de 2010. Quando Black Swan terminou sua exibição nos cinemas mundial, alcançou um status de blockbuster, arrecadando 329 milhões de dólares na bilheteria. Os críticos aclamaram-no, com o Rotten Tomatoes relatando uma classificação de aprovação de 88%, entrando em diversas listas dos melhores filmes do ano.
Black Swan recebeu honras em diversas categorias, sendo bem recebido principalmente pela fotografia, direção, edição e desempenho do elenco, particularmente a interpretação de Natalie Portman como a bailarina Nina Sayers. A obra foi candidata ao Leão de Ouro de Melhor Filme no Festival de Veneza e, na mesma cerimônia, Mila Kunis recebeu o prêmio Artista em Ascensão por seu desempenho como Lily. Aronofsky ganhou uma indicação ao Directors Guild of America para Desempenho Excelente em longa-metragem, sendo também nomeado Melhor Diretor pela San Diego Film Critics Society e pela San Francisco Film Critics Circle. No Austin Film Critics Association ganhou todas as categorias que fora indicado: Melhor Filme, Melhor Diretor, Melhor Atriz, Melhor Fotografia e Melhor Roteiro Original, assim como no Independent Spirit Awards.
Recebeu 257 indicações e 92 vitórias a diversos prêmios, incluindo cinco indicações ao Oscar nas categorias de Melhor Filme, Melhor Diretor, Melhor Fotografia, Melhor Montagem e Melhor Atriz (Portman), vencendo esta última, assim como muitos outros prêmios de "Melhor Atriz" em várias cerimônias e festivais, como nos Prêmios Globo de Ouro, Screen Actors Guild e BAFTA. O foi indicado a doze Critics' Choice Awards nas categorias de Melhor Filme, Melhor Diretor (Aronofsky), Melhor Fotografia (Libatique), Melhor Direção de Arte (Therese DePrez e Tora Peterson), Melhor Música (Clint Mansell), Melhor Figurino (Amy Westcott), Melhor Edição (Andrew Weisblum), Melhor Maquiagem (Judy Chin), Melhor Roteiro (Mark Heyman, Andres Heinz e John McLaughlin), Melhor Som (Brian Emrich), Melhor Atriz Coadjuvante (Mila Kunis), vencendo na categoria de Melhor Atriz (Portman). Ao Globo de Ouro recebeu três nomeações e uma vitória (para Portman), sendo as indicações para Melhor Diretor, Melhor Filme Dramático e Melhor Atriz Coadjuvante (Kunis). Para o British Academy Film Awards, além da vitória de Portman, recebeu onze indicações para as categorias de Melhor Filme, Melhor Diretor, Melhor Fotografia, Melhor Figurino, Melhor Edição, Melhor Maquiagem (Judy Chin e Geordie Sheffer), Melhor Roteiro Original (Mark Heyman, Andrés Heinz e John McLaughlin), Melhor Direção de Arte (Therese DePrez e Tora Peterson), Melhor Som (Ken Ishii, Craig Henighan e Dominick Tavella), Melhor Atriz Coadjuvante (Barbara Hershey) e Melhor Realização em Efeitos Visuais Especiais (Dan Schrecker). Venceu Melhor Atriz no Screen Actors Guild e foi indicado para Melhor Atriz Coadjuvante (Kunis) e Melhor Elenco Principal (Portman, Kunis, Cassel, Hershey e Ryder). No MTV Movie & TV Awards foi indicado em quatro categorias: Melhor Desempenho Feminino (Portman), Momento Mais Chocante (Para a cena em que Nina supostamente arranca a pele de seu dedo no banheiro), Melhor Beijo (Kunis e Portman) e Melhor Filme. Aos Prêmios Teen Choice, foi nomeado para Atriz que Roubou a Cena no Cinema (Kunis), Melhor Beijo na Boca (Kunis e Portman) e ganhou Melhor Filme: Drama e Melhor Atriz em Drama (Portman).
Nos prêmios de críticos de cinema recebeu inúmeras vitórias, como no Austin Film Critics Association, onde ganhou todas as categorias que fora indicado: Melhor Filme, Melhor Diretor, Melhor Atriz, Melhor Fotografia e Melhor Roteiro Original; e no Boston Society of Film Critics, Melhor Atriz e Melhor Edição. No St. Louis Gateway Film Critics Association foi nomeado a Melhor Filme, Melhor Diretor, Melhor Atriz, Melhor Música, Melhor Roteiro e Melhor Atriz Coadjuvante (Hershey), vencendo a terceira. Para o Washington D.C. Area Film Critics Association recebeu sete indicações para Melhor Filme, Melhor Diretor, Melhor Atriz, Melhor Direção de Arte, Melhor Fotografia, Melhor Roteiro Original e Melhor Música.

## Prêmios e indicações
| Premiação                                                         | Data da cerimônia       | Categoria                                                                                           | Vencedores e indicados                                                      | Resultado |
| ----------------------------------------------------------------- | ----------------------- | --------------------------------------------------------------------------------------------------- | --------------------------------------------------------------------------- | --------- |
| Academy Awards                                                    | 27 de Fevereiro de 2011 | Melhor Atriz                                                                                        | Natalie Portman                                                             | Venceu    |
| Academy Awards                                                    | 27 de Fevereiro de 2011 | Melhor Filme                                                                                        | Scott Franklin, Mike Medavoy e Brian Oliver                                 | Indicado  |
| Academy Awards                                                    | 27 de Fevereiro de 2011 | Melhor Diretor                                                                                      | Darren Aronofsky                                                            | Indicado  |
| Academy Awards                                                    | 27 de Fevereiro de 2011 | Melhor Fotografia                                                                                   | Matthew Libatique                                                           | Indicado  |
| Academy Awards                                                    | 27 de Fevereiro de 2011 | Melhor Edição                                                                                       | Andrew Weisblum                                                             | Indicado  |
| Academia de las Artes y Ciencias Cinematográficas de la Argentina | 12 de Dezembro de 2011  | Melhor Filme Estrangeiro                                                                            | Black Swan                                                                  | Venceu    |
| Alliance of Women Film Journalists                                | 10 de Janeiro de 2011   | Filme Mais Lindo                                                                                    | Black Swan                                                                  | Indicado  |
| Alliance of Women Film Journalists                                | 10 de Janeiro de 2011   | Melhor Filme                                                                                        | Black Swan                                                                  | Venceu    |
| Alliance of Women Film Journalists                                | 10 de Janeiro de 2011   | Melhor Diretor                                                                                      | Darren Aronofsky                                                            | Venceu    |
| Alliance of Women Film Journalists                                | 10 de Janeiro de 2011   | Melhor Atriz                                                                                        | Natalie Portman                                                             | Indicada  |
| Alliance of Women Film Journalists                                | 10 de Janeiro de 2011   | Melhor Fotografia                                                                                   | Matthew Libatique                                                           | Venceu    |
| Alliance of Women Film Journalists                                | 10 de Janeiro de 2011   | Melhor descrição de Nudez, Sexualidade ou Sedução                                                   | Black Swan                                                                  | Indicado  |
| Alliance of Women Film Journalists                                | 10 de Janeiro de 2011   | Melhor Edição                                                                                       | Andrew Weisblum                                                             | Venceu    |
| Alliance of Women Film Journalists                                | 10 de Janeiro de 2011   | Melhor Roteiro Original                                                                             | Mark Heyman, Andres Heinz e John McLaughlin                                 | Indicados |
| Alliance of Women Film Journalists                                | 10 de Janeiro de 2011   | Melhor Trilha Sonora                                                                                | Clint Mansell                                                               | Indicado  |
| Alliance of Women Film Journalists                                | 10 de Janeiro de 2011   | Prêmio por Desempenho Destemido                                                                     | Natalie Portman                                                             | Venceu    |
| Alliance of Women Film Journalists                                | 10 de Janeiro de 2011   | Filme que Você Queria Amar, mas Simplesmente não poderia                                            | Black Swan                                                                  | Indicado  |
| Alliance of Women Film Journalists                                | 10 de Janeiro de 2011   | Prêmio para Momento Inesquecível                                                                    | Black Swan                                                                  | Venceu    |
| American Cinema Editors                                           | 19 de Fevereiro de 2011 | Melhor Edição em um Longa-metragem (Dramático)                                                      | Andrew Weisblum                                                             | Indicado  |
| American Film Institute                                           | 12 de Dezembro de 2010  | AFI Top 10 Filmes do Ano                                                                            | Black Swan                                                                  | Venceu    |
| American Society of Cinematographers                              | 13 de Fevereiro de 2011 | Desempenho Excepcional na Fotografia                                                                | Matthew Libatique                                                           | Indicado  |
| Art Directors Guild                                               | 5 de Fevereiro de 2011  | Excelência em Arte num Filme Contemporâneo                                                          | Therese DePrez                                                              | Venceu    |
| Austin Film Critics Association                                   | 19 de Dezembro de 2010  | Melhor Atriz                                                                                        | Natalie Portman                                                             | Venceu    |
| Austin Film Critics Association                                   | 19 de Dezembro de 2010  | Melhor Fotografia                                                                                   | Matthew Libatique                                                           | Venceu    |
| Austin Film Critics Association                                   | 19 de Dezembro de 2010  | Melhor Diretor                                                                                      | Darren Aronofsky                                                            | Venceu    |
| Austin Film Critics Association                                   | 19 de Dezembro de 2010  | Melhor Filme                                                                                        | Black Swan                                                                  | Venceu    |
| Austin Film Critics Association                                   | 19 de Dezembro de 2010  | Melhor Roteiro Original                                                                             | Mark Heyman, Andres Heinz e John McLaughlin                                 | Venceu    |
| Boston Society of Film Critics                                    | 12 de Dezembro de 2010  | Melhor Atriz                                                                                        | Natalie Portman                                                             | Venceu    |
| Boston Society of Film Critics                                    | 12 de Dezembro de 2010  | Melhor Edição                                                                                       | Andrew Weisblum                                                             | Venceu    |
| British Academy Film Awards                                       | 13 de Fevereiro de 2011 | Melhor Atriz                                                                                        | Natalie Portman                                                             | Venceu    |
| British Academy Film Awards                                       | 13 de Fevereiro de 2011 | Melhor Fotografia                                                                                   | Matthew Libatique                                                           | Indicado  |
| British Academy Film Awards                                       | 13 de Fevereiro de 2011 | Melhor Figurino                                                                                     | Amy Westcott                                                                | Indicado  |
| British Academy Film Awards                                       | 13 de Fevereiro de 2011 | Melhor Diretor                                                                                      | Darren Aronofsky                                                            | Indicado  |
| British Academy Film Awards                                       | 13 de Fevereiro de 2011 | Melhor Edição                                                                                       | Andrew Weisblum                                                             | Indicado  |
| British Academy Film Awards                                       | 13 de Fevereiro de 2011 | Melhor Filme                                                                                        | Black Swan                                                                  | Indicado  |
| British Academy Film Awards                                       | 13 de Fevereiro de 2011 | Melhor Maquiagem e Penteados                                                                        | Judy Chin e Geordie Sheffer                                                 | Indicados |
| British Academy Film Awards                                       | 13 de Fevereiro de 2011 | Melhor Roteiro Original                                                                             | Mark Heyman, Andrés Heinz e John McLaughlin                                 | Indicados |
| British Academy Film Awards                                       | 13 de Fevereiro de 2011 | Melhor Direção de Arte                                                                              | Therese DePrez e Tora Peterson                                              | Indicadas |
| British Academy Film Awards                                       | 13 de Fevereiro de 2011 | Melhor Som                                                                                          | Ken Ishii, Craig Henighan e Dominick Tavella                                | Indicados |
| British Academy Film Awards                                       | 13 de Fevereiro de 2011 | Melhor Atriz Coadjuvante                                                                            | Barbara Hershey                                                             | Indicada  |
| British Academy Film Awards                                       | 13 de Fevereiro de 2011 | Melhor Realização em Efeitos Visuais Especiais                                                      | Dan Schrecker                                                               | Indicado  |
| Broadcast Film Critics Association                                | 14 de Janeiro de 2011   | Melhor Atriz                                                                                        | Natalie Portman                                                             | Venceu    |
| Broadcast Film Critics Association                                | 14 de Janeiro de 2011   | Melhor Filme                                                                                        | Black Swan                                                                  | Indicado  |
| Broadcast Film Critics Association                                | 14 de Janeiro de 2011   | Melhor Diretor                                                                                      | Darren Aronofsky                                                            | Indicado  |
| Broadcast Film Critics Association                                | 14 de Janeiro de 2011   | Melhor Direção de Arte                                                                              | Therese DePrez e Tora Peterson                                              | Indicadas |
| Broadcast Film Critics Association                                | 14 de Janeiro de 2011   | Melhor Fotografia                                                                                   | Matthew Libatique                                                           | Indicado  |
| Broadcast Film Critics Association                                | 14 de Janeiro de 2011   | Melhor Compositor                                                                                   | Clint Mansell                                                               | Indicado  |
| Broadcast Film Critics Association                                | 14 de Janeiro de 2011   | Melhor Figurino                                                                                     | Amy Westcott                                                                | Indicada  |
| Broadcast Film Critics Association                                | 14 de Janeiro de 2011   | Melhor Edição                                                                                       | Andrew Weisblum                                                             | Indicado  |
| Broadcast Film Critics Association                                | 14 de Janeiro de 2011   | Melhor Maquiagem                                                                                    | Judy Chin                                                                   | Indicada  |
| Broadcast Film Critics Association                                | 14 de Janeiro de 2011   | Melhor Roteiro                                                                                      | Mark Heyman, Andres Heinz and John McLaughlin                               | Indicado  |
| Broadcast Film Critics Association                                | 14 de Janeiro de 2011   | Melhor Som                                                                                          | Brian Emrich                                                                | Indicado  |
| Broadcast Film Critics Association                                | 14 de Janeiro de 2011   | Melhor Atriz Coadjuvante                                                                            | Mila Kunis                                                                  | Indicada  |
| César                                                             | 24 de Fevereiro de 2012 | Melhor Filme Estrangeiro                                                                            | Black Swan                                                                  | Indicado  |
| Cinema Audio Society Awards                                       | 19 de Fevereiro de 2011 | Melhor Som                                                                                          | Black Swan                                                                  | Indicado  |
| Chicago Film Critics Association                                  | 20 de Dezembro de 2010  | Melhor Atriz                                                                                        | Natalie Portman                                                             | Venceu    |
| Chicago Film Critics Association                                  | 20 de Dezembro de 2010  | Melhor Diretor                                                                                      | Darren Aronofsky                                                            | Indicado  |
| Chicago Film Critics Association                                  | 20 de Dezembro de 2010  | Melhor Fotografia                                                                                   | Matthew Libatique                                                           | Indicado  |
| Chicago Film Critics Association                                  | 20 de Dezembro de 2010  | Melhor Filme                                                                                        | Black Swan                                                                  | Indicado  |
| Chicago Film Critics Association                                  | 20 de Dezembro de 2010  | Melhor Trilha Sonora Original                                                                       | Clint Mansell                                                               | Venceu    |
| Chicago Film Critics Association                                  | 20 de Dezembro de 2010  | Melhor Roteiro Original                                                                             | Mark Heyman, Andres Heinz e John McLaughlin                                 | Indicados |
| Costume Designers Guild                                           | 22 de Fevereiro de 2011 | Excelência em Filme Contemporâneo                                                                   | Amy Westcott                                                                | Venceu    |
| Dallas–Fort Worth Film Critics Association                        | 17 de Dezembro de 2010  | Melhor Atriz                                                                                        | Natalie Portman                                                             | Venceu    |
| Dallas–Fort Worth Film Critics Association                        | 17 de Dezembro de 2010  | Melhor Diretor                                                                                      | Darren Aronofsky                                                            | Indicado  |
| Dallas–Fort Worth Film Critics Association                        | 17 de Dezembro de 2010  | Melhor Atriz Coadjuvante                                                                            | Mila Kunis                                                                  | Indicada  |
| Dallas–Fort Worth Film Critics Association                        | 17 de Dezembro de 2010  | Top 10 Filmes                                                                                       | Black Swan                                                                  | Venceu    |
| David di Donatello                                                | 6 de Maio de 2011       | Melhor Filme Estrangeiro                                                                            | Black Swan                                                                  | Indicado  |
| Detroit Film Critics Society                                      | 16 de Dezembro de 2010  | Melhor Atriz                                                                                        | Natalie Portman                                                             | Indicada  |
| Directors Guild of America                                        | 29 de Janeiro de 2011   | Melhor Diretor                                                                                      | Darren Aronofsky                                                            | Indicado  |
| Empire Awards                                                     | 27 de Março de 2011     | Melhor Atriz                                                                                        | Natalie Portman                                                             | Indicada  |
| Empire Awards                                                     | 27 de Março de 2011     | Melhor Suspense                                                                                     | Black Swan                                                                  | Indicado  |
| Florida Film Critics Circle                                       | 20 de Dezembro de 2010  | Melhor Atriz                                                                                        | Natalie Portman                                                             | Venceu    |
| Golden Globe Award                                                | 16 de Janeiro de 2011   | Melhor Atriz em Filme Dramático                                                                     | Natalie Portman                                                             | Venceu    |
| Golden Globe Award                                                | 16 de Janeiro de 2011   | Melhor Diretor                                                                                      | Darren Aronofsky                                                            | Indicado  |
| Golden Globe Award                                                | 16 de Janeiro de 2011   | Melhor Filme Dramático                                                                              | Black Swan                                                                  | Indicado  |
| Golden Globe Award                                                | 16 de Janeiro de 2011   | Melhor Atriz Coadjuvante                                                                            | Mila Kunis                                                                  | Indicada  |
| Gotham Awards                                                     | 28 de Novembro de 2010  | Melhor Filme                                                                                        | Black Swan                                                                  | Indicado  |
| Houston Film Critics Society                                      | 18 de Dezembro de 2010  | Melhor Atriz                                                                                        | Natalie Portman                                                             | Venceu    |
| Houston Film Critics Society                                      | 18 de Dezembro de 2010  | Melhor Fotografia                                                                                   | Matthew Libatique                                                           | Indicado  |
| Houston Film Critics Society                                      | 18 de Dezembro de 2010  | Melhor Diretor                                                                                      | Darren Aronofsky                                                            | Indicado  |
| Houston Film Critics Society                                      | 18 de Dezembro de 2010  | Melhor Filme                                                                                        | Black Swan                                                                  | Indicado  |
| Independent Spirit Awards                                         | 26 de Fevereiro de 2011 | Melhor Fotografia                                                                                   | Matthew Libatique                                                           | Venceu    |
| Independent Spirit Awards                                         | 26 de Fevereiro de 2011 | Melhor Diretor                                                                                      | Darren Aronofsky                                                            | Venceu    |
| Independent Spirit Awards                                         | 26 de Fevereiro de 2011 | Melhor Atriz                                                                                        | Natalie Portman                                                             | Venceu    |
| Independent Spirit Awards                                         | 26 de Fevereiro de 2011 | Melhor Filme                                                                                        | Black Swan                                                                  | Venceu    |
| Indiana Film Critics Association                                  | 12 de Dezembro de 2010  | Melhor Atriz                                                                                        | Natalie Portman                                                             | Venceu    |
| Indiana Film Critics Association                                  | 12 de Dezembro de 2010  | Melhor Filme                                                                                        | Black Swan                                                                  | Indicado  |
| Iowa Film Critics                                                 | 13 de Janeiro de 2011   | Melhor Atriz                                                                                        | Natalie Portman                                                             | Venceu    |
| Kansas City Film Critics Circle                                   | 2 de Janeiro de 2011    | Melhor Atriz                                                                                        | Natalie Portman                                                             | Venceu    |
| Las Vegas Film Critics Society                                    | 17 de Dezembro de 2010  | Melhor Atriz                                                                                        | Natalie Portman                                                             | Venceu    |
| Las Vegas Film Critics Society                                    | 17 de Dezembro de 2010  | Melhor Direção de Arte                                                                              | David Stein                                                                 | Venceu    |
| Las Vegas Film Critics Society                                    | 17 de Dezembro de 2010  | Melhor Fotografia                                                                                   | Matthew Libatique                                                           | Indicado  |
| Las Vegas Film Critics Society                                    | 17 de Dezembro de 2010  | Melhor Figurino                                                                                     | Amy Westcott                                                                | Indicada  |
| Las Vegas Film Critics Society                                    | 17 de Dezembro de 2010  | Melhor Diretor                                                                                      | Darren Aronofsky                                                            | Indicado  |
| Las Vegas Film Critics Society                                    | 17 de Dezembro de 2010  | Melhor Edição                                                                                       | Andrew Weisblum                                                             | Indicado  |
| Las Vegas Film Critics Society                                    | 17 de Dezembro de 2010  | Melhor Filme                                                                                        | Black Swan                                                                  | Indicado  |
| Las Vegas Film Critics Society                                    | 17 de Dezembro de 2010  | Melhor Música                                                                                       | Clint Mansell                                                               | Indicado  |
| Las Vegas Film Critics Society                                    | 17 de Dezembro de 2010  | Melhor Roteiro                                                                                      | Mark Heyman, Andres Heinz e John McLaughlin                                 | Indicados |
| Las Vegas Film Critics Society                                    | 17 de Dezembro de 2010  | Melhor Atriz Coadjuvante                                                                            | Mila Kunis                                                                  | Indicada  |
| London Film Critics' Circle                                       | 10 de Fevereiro de 2011 | Atriz do Ano                                                                                        | Natalie Portman                                                             | Indicada  |
| London Film Critics' Circle                                       | 10 de Fevereiro de 2011 | Diretor do Ano                                                                                      | Darren Aronofsky                                                            | Indicado  |
| London Film Critics' Circle                                       | 10 de Fevereiro de 2011 | Filme do Ano                                                                                        | Black Swan                                                                  | Indicado  |
| BFI London Film Festival                                          | 27 de Outubro de 2010   | Melhor Filme                                                                                        | Black Swan                                                                  | Indicado  |
| Los Angeles Film Critics Association                              | 12 de Dezembro de 2010  | Melhor Fotografia                                                                                   | Matthew Libatique                                                           | Venceu    |
| MTV Movie Awards                                                  | 5 de Junho de 2011      | Melhor Desempenho Feminino                                                                          | Natalie Portman                                                             | Indicada  |
| MTV Movie Awards                                                  | 5 de Junho de 2011      | Momento Mais Chocante (Para a cena em que Nina supostamente arranca a pele de seu dedo no banheiro) | Black Swan                                                                  | Indicado  |
| MTV Movie Awards                                                  | 5 de Junho de 2011      | Melhor Beijo                                                                                        | Natalie Portman e Mila Kunis                                                | Indicadas |
| MTV Movie Awards                                                  | 5 de Junho de 2011      | Melhor Filme                                                                                        | Black Swan                                                                  | Indicado  |
| National Movie Awards                                             | 11 de Maio de 2011      | Melhor Drama                                                                                        | Black Swan                                                                  | Indicado  |
| National Movie Awards                                             | 11 de Maio de 2011      | Desempenho do Ano                                                                                   | Natalie Portman                                                             | Indicada  |
| New York Film Critics Circle                                      | 12 de Dezembro de 2010  | Melhor Fotografia                                                                                   | Matthew Libatique                                                           | Venceu    |
| New York Film Critics Online                                      | 12 de Dezembro de 2010  | Melhor Atriz                                                                                        | Natalie Portman                                                             | Venceu    |
| New York Film Critics Online                                      | 12 de Dezembro de 2010  | Melhor Fotografia                                                                                   | Matthew Libatique                                                           | Venceu    |
| New York Film Critics Online                                      | 12 de Dezembro de 2010  | Melhor Música ou Trilha em Filme                                                                    | Clint Mansell                                                               | Venceu    |
| North Texas Film Critics Association                              | 10 de Janeiro de 2011   | Melhor Atriz                                                                                        | Natalie Portman                                                             | Venceu    |
| Oklahoma Film Critics Circle                                      | 22 de Dezembro de 2010  | Melhor Atriz                                                                                        | Natalie Portman                                                             | Venceu    |
| Oklahoma Film Critics Circle                                      | 22 de Dezembro de 2010  | Melhor Filme                                                                                        | Black Swan                                                                  | Indicado  |
| Oklahoma Film Critics Circle                                      | 22 de Dezembro de 2010  | Melhor Atriz Coadjuvante                                                                            | Mila Kunis                                                                  | Venceu    |
| Online Film Critics Society                                       | 3 de Janeiro de 2011    | Melhor Atriz                                                                                        | Natalie Portman                                                             | Venceu    |
| Online Film Critics Society                                       | 3 de Janeiro de 2011    | Melhor Fotografia                                                                                   | Matthew Libatique                                                           | Indicado  |
| Online Film Critics Society                                       | 3 de Janeiro de 2011    | Melhor Diretor                                                                                      | Darren Aronofsky                                                            | Indicado  |
| Online Film Critics Society                                       | 3 de Janeiro de 2011    | Melhor Edição                                                                                       | Andrew Weisblum                                                             | Indicado  |
| Online Film Critics Society                                       | 3 de Janeiro de 2011    | Melhor Filme                                                                                        | Black Swan                                                                  | Indicado  |
| Online Film Critics Society                                       | 3 de Janeiro de 2011    | Melhor Roteiro Original                                                                             | Mark Heyman, Andres Heinz e John McLaughlin                                 | Indicados |
| Online Film Critics Society                                       | 3 de Janeiro de 2011    | Melhor Atriz Coadjuvante                                                                            | Mila Kunis                                                                  | Indicada  |
| Phoenix Film Critics Society                                      | 28 de Dezembro de 2010  | Melhor Atriz                                                                                        | Natalie Portman                                                             | Venceu    |
| Phoenix Film Critics Society                                      | 28 de Dezembro de 2010  | Melhor Edição                                                                                       | Andrew Weisblum                                                             | Indicado  |
| Phoenix Film Critics Society                                      | 28 de Dezembro de 2010  | Melhor Roteiro Original                                                                             | Mark Heyman, Andres Heinz e John McLaughlin                                 | Indicados |
| Producers Guild of America                                        | 22 de Janeiro de 2011   | Melhor Filme Teatral                                                                                | Black Swan                                                                  | Indicado  |
| San Diego Film Critics Society                                    | 14 de Dezembro de 2010  | Melhor Atriz                                                                                        | Natalie Portman                                                             | Indicada  |
| San Diego Film Critics Society                                    | 14 de Dezembro de 2010  | Melhor Fotografia                                                                                   | Matthew Libatique                                                           | Indicado  |
| San Diego Film Critics Society                                    | 14 de Dezembro de 2010  | Melhor Diretor                                                                                      | Darren Aronofsky                                                            | Venceu    |
| San Diego Film Critics Society                                    | 14 de Dezembro de 2010  | Melhor Edição                                                                                       | Andrew Weisblum                                                             | Indicado  |
| San Diego Film Critics Society                                    | 14 de Dezembro de 2010  | Melhor Filme                                                                                        | Black Swan                                                                  | Indicado  |
| San Diego Film Critics Society                                    | 14 de Dezembro de 2010  | Melhor Trilha Original                                                                              | Clint Mansell                                                               | Indicado  |
| San Diego Film Critics Society                                    | 14 de Dezembro de 2010  | Melhor Direção de Arte                                                                              | Therese De Prez                                                             | Indicada  |
| San Francisco Film Critics Circle Awards                          | 13 de Dezembro de 2010  | Melhor Fotografia                                                                                   | Matthew Libatique                                                           | Venceu    |
| San Francisco Film Critics Circle Awards                          | 13 de Dezembro de 2010  | Melhor Diretor                                                                                      | Darren Aronofsky                                                            | Venceu    |
| Saturn Award                                                      | 23 de Junho de 2011     | Melhor Atriz                                                                                        | Natalie Portman                                                             | Venceu    |
| Saturn Award                                                      | 23 de Junho de 2011     | Melhor Diretor                                                                                      | Darren Aronofsky                                                            | Indicado  |
| Saturn Award                                                      | 23 de Junho de 2011     | Melhor Filme de Terror/Suspense                                                                     | Black Swan                                                                  | Indicado  |
| Saturn Award                                                      | 23 de Junho de 2011     | Melhor Atriz Coadjuvante                                                                            | Mila Kunis                                                                  | Venceu    |
| Saturn Award                                                      | 23 de Junho de 2011     | Melhor Roteiro                                                                                      | Mark Heyman, Andres Heinz e John McLaughlin                                 | Indicados |
| Satellite Awards                                                  | 19 de Dezembro de 2010  | Melhor Atriz — Drama                                                                                | Natalie Portman                                                             | Indicada  |
| Satellite Awards                                                  | 19 de Dezembro de 2010  | Melhor Direção e Produção de Arte                                                                   | David Stein e Thérèse DePrez                                                | Indicados |
| Satellite Awards                                                  | 19 de Dezembro de 2010  | Melhor Figurino                                                                                     | Amy Westcott                                                                | Indicada  |
| Satellite Awards                                                  | 19 de Dezembro de 2010  | Melhor Diretor                                                                                      | Darren Aronofsky                                                            | Indicado  |
| Satellite Awards                                                  | 19 de Dezembro de 2010  | Melhor Trilha Original                                                                              | Clint Mansell                                                               | Indicado  |
| Scream Awards                                                     | 15 de Outubro de 2011   | Grito Final                                                                                         | Black Swan                                                                  | Indicado  |
| Scream Awards                                                     | 15 de Outubro de 2011   | Melhor Filme de Fantasia                                                                            | Black Swan                                                                  | Indicado  |
| Scream Awards                                                     | 15 de Outubro de 2011   | Melhor Diretor                                                                                      | Darren Aronofsky                                                            | Venceu    |
| Scream Awards                                                     | 15 de Outubro de 2011   | Melhor Scream-Play                                                                                  | Black Swan                                                                  | Indicado  |
| Scream Awards                                                     | 15 de Outubro de 2011   | Melhor Atriz em Filme de Fantasia                                                                   | Natalie Portman                                                             | Venceu    |
| Scream Awards                                                     | 15 de Outubro de 2011   | Mutilação Mais Memorável                                                                            | Transformando em Cisne                                                      | Indicado  |
| Scream Awards                                                     | 15 de Outubro de 2011   | Melhor Atriz Coadjuvante                                                                            | Mila Kunis                                                                  | Venceu    |
| Screen Actors Guild                                               | 30 de Janeiro de 2011   | Melhor Elenco Principal                                                                             | Natalie Portman, Mila Kunis, Barbara Hershey, Vincent Cassel e Winona Ryder | Indicados |
| Screen Actors Guild                                               | 30 de Janeiro de 2011   | Melhor Atriz                                                                                        | Natalie Portman                                                             | Venceu    |
| Screen Actors Guild                                               | 30 de Janeiro de 2011   | Melhor Atriz Coadjuvante                                                                            | Mila Kunis                                                                  | Indicada  |
| Southeastern Film Critics Association                             | 13 de Dezembro de 2010  | Melhor Atriz                                                                                        | Natalie Portman                                                             | Venceu    |
| St. Louis Gateway Film Critics Association                        | 20 de Dezembro de 2010  | Melhor Atriz                                                                                        | Natalie Portman                                                             | Venceu    |
| St. Louis Gateway Film Critics Association                        | 20 de Dezembro de 2010  | Melhor Diretor                                                                                      | Darren Aronofsky                                                            | Indicado  |
| St. Louis Gateway Film Critics Association                        | 20 de Dezembro de 2010  | Melhor Filme                                                                                        | Black Swan                                                                  | Indicado  |
| St. Louis Gateway Film Critics Association                        | 20 de Dezembro de 2010  | Melhor Música                                                                                       | Clint Mansell                                                               | Indicado  |
| St. Louis Gateway Film Critics Association                        | 20 de Dezembro de 2010  | Melhor Roteiro                                                                                      | Mark Heyman, Andres Heinz e John McLaughlin                                 | Indicados |
| St. Louis Gateway Film Critics Association                        | 20 de Dezembro de 2010  | Melhor Atriz Coadjuvante                                                                            | Barbara Hershey                                                             | Indicada  |
| Teen Choice Awards                                                | 7 de Agosto de 2011     | Melhor Atriz em Drama                                                                               | Natalie Portman                                                             | Venceu    |
| Teen Choice Awards                                                | 7 de Agosto de 2011     | Melhor Filme: Drama                                                                                 | Black Swan                                                                  | Venceu    |
| Teen Choice Awards                                                | 7 de Agosto de 2011     | Atriz que Roubou a Cena no Cinema                                                                   | Mila Kunis                                                                  | Indicada  |
| Teen Choice Awards                                                | 7 de Agosto de 2011     | Melhor Beijo na Boca                                                                                | Natalie Portman e Mila Kunis                                                | Indicadas |
| Toronto Film Critics Association                                  | 14 de Dezembro de 2010  | Melhor Atriz                                                                                        | Natalie Portman                                                             | Indicada  |
| Toronto Film Critics Association                                  | 14 de Dezembro de 2010  | Melhor Diretor                                                                                      | Darren Aronofsky                                                            | Indicado  |
| Toronto Film Critics Association                                  | 14 de Dezembro de 2010  | Melhor Filme                                                                                        | Black Swan                                                                  | Indicado  |
| Utah Film Critics Association                                     | 23 de Dezembro de 2010  | Melhor Atriz                                                                                        | Natalie Portman                                                             | Venceu    |
| Utah Film Critics Association                                     | 23 de Dezembro de 2010  | Melhor Fotografia                                                                                   | Matthew Libatique                                                           | Indicado  |
| Utah Film Critics Association                                     | 23 de Dezembro de 2010  | Melhor Atriz Coadjuvante                                                                            | Mila Kunis                                                                  | Indicada  |
| Vancouver Film Critics Circle                                     | 10 de Janeiro de 2011   | Melhor Atriz                                                                                        | Natalie Portman                                                             | Indicada  |
| Vancouver Film Critics Circle                                     | 10 de Janeiro de 2011   | Melhor Diretor                                                                                      | Darren Aronofsky                                                            | Indicado  |
| Vancouver Film Critics Circle                                     | 10 de Janeiro de 2011   | Melhor Filme                                                                                        | Black Swan                                                                  | Indicado  |
| Festival de Veneza                                                | 11 de Setembro de 2010  | Leão de Ouro de Melhor Filme                                                                        | Black Swan                                                                  | Indicado  |
| Festival de Veneza                                                | 11 de Setembro de 2010  | Artista em Ascensão                                                                                 | Mila Kunis                                                                  | Venceu    |
| Visual Effects Society                                            | 1 de Fevereiro de 2011  | Excelentes Efeitos visuais Coadjuvantes em um Filme                                                 | Dan Schrecker, Colleen Bachman, Michael Capton e Brad Kalinoski             | Indicados |
| Washington D.C. Area Film Critics Association                     | 6 de Dezembro de 2010   | Melhor Atriz                                                                                        | Natalie Portman                                                             | Indicada  |
| Washington D.C. Area Film Critics Association                     | 6 de Dezembro de 2010   | Melhor Direção de Arte                                                                              | Therese DePrez e Tora Peterson                                              | Indicadas |
| Washington D.C. Area Film Critics Association                     | 6 de Dezembro de 2010   | Melhor Fotografia                                                                                   | Matthew Libatique                                                           | Indicado  |
| Washington D.C. Area Film Critics Association                     | 6 de Dezembro de 2010   | Melhor Diretor                                                                                      | Darren Aronofsky                                                            | Indicado  |
| Washington D.C. Area Film Critics Association                     | 6 de Dezembro de 2010   | Melhor Filme                                                                                        | Black Swan                                                                  | Indicado  |
| Washington D.C. Area Film Critics Association                     | 6 de Dezembro de 2010   | Melhor Roteiro Original                                                                             | Mark Heyman, Andres Heinz e John McLaughlin                                 | Indicados |
| Washington D.C. Area Film Critics Association                     | 6 de Dezembro de 2010   | Melhor Música                                                                                       | Clint Mansell                                                               | Indicado  |
| Writers Guild of America                                          | 5 de Fevereiro de 2011  | Melhor Roteiro Original                                                                             | Mark Heyman, Andres Heinz e John McLaughlin                                 | Indicados |